# Родноверје
Словенско родноверје, родна вера или неопаганизам је један од модерних назива за ревивалистичку, многобожачку, етничку религију Словена и њено поновно упражњавање међу словенским народима, или пре религијском покрету који обухвата различите групе које претендују да обнављају старословенску религију, иако то по истраживачима феномена није случај.  Њени следбеници поштују божанства старих Словена и култове предака, вегетације, ватре, воде и светих животиња.
Словени нису имали посебно име за своју етничку религију, јер се подразумевало да сваки Словен буде истовремено и родноверан, па је посебан назив за словенску религију скован тек осамдесетих година 20. века, односно тек када се у словенским земљама достигла „критична маса“ како људи заинтересованих за историју, веру, традицију и културу Словена пре прихватања хришћанства, тако и оних који су своју духовну стазу пронашли у словенској религији. Термин словенско родноверје се користи у већини словенских земаља, са варијацијама које су у складу са особеностима словенских језика (рус. роднове́рие, чеш. rodnověří, rodná víra; словен. rodnoverie; срп. родноверје, родна вера). Назив је настао као кованица речи род и вера. Израз који је у употреби у енглеском језику је Rodnovery. Алтернативни називи су словенска вера, народна вера, стара вера, староверство, староверје.

### Извори за словенско родноверје
Непосредни извори за словенско родноверје су народно предање, обичаји и обреди; писани ромејски, словенски, германски, и арапски извори; археолошки и други налази.
Посредни извори су мање или више успешне синтезе народног предања, анализе предања словенских народа и њихових обреда и обичаја, покушаји реконструкције базирани углавном на етнолошким налазима, компаративној религији и археолошким налазима.
Део словенских родноверних верских заједница користи и контроверзну „Велесову књигу“ као извор.
Поједине словенске родноверне верске заједнице се користе и фалсификованим народним предањем и материјалним налазима, верским садржајима других вероисповести и ауторским текстовима религијског садржаја.

### Правци у оквиру словенског родноверја
Услед непостајања прецизних дефиниција и недостатка концезуса око стандардизоване употребе назива у теорији религије, како у стручној заједници, тако и међу словенским родноверним општинама, тешко је направити јасну и дефинитивну поделу у оквиру словенског родноверја.
Према А. Б. Гурку у словенском родноверју постоје две основне гране: традиционално родноверје и неопаганске, еклектичке вероисповести словенског родноверја. Ове две гране у грубој апроксимацији представљају родноверје руралне популације (која је задржала обреде, обичаје и празнике словенске религије) и родноверје у урбаним срединама (које се у појединим случајевима поред народног предања ослања и на ауторске текстове новијег датума).
- традиционално словенско родноверје — највећи број општина, удружења и организација словенског родноверја спада управо у ову групу
  - православно родноверје — поједини словенски родноверни себе називају православнима. Овај назив потиче из тумачења сматрајући да је православно хришћанство настало из двоверја, периода када су родноверје и хришћанство паралелно деловали у словенским земљама. Сам израз је настао на основу мита о три света (Јаву, Праву и Наву) из Велесове књиге. Друго објашњење је да се православље односи на слављење правде у древној Русији.[4] Две највеће организације родноверних који себе називају православнима су Словенска родноверна општина Владивостока „Штит Симаргала“ (рус. Владивостокская Славянская Родноверческая община „Щит Симаргла“) у Русији и „Родово огњиште Родне православне вере“ (укр. „Родовое огнище Родной Православной Веры“) у Украјини.
- неопагански правци и организације родноверних — правци засновани на комбиновању предања словенских народа са ауторским текстовима новијег датума
  - словенски ведизам[з] — неопагански правац у словенском родноверју, који у родноверје уплиће елементе модерног хиндуизма и ведизма.[62] Овај правац се углавном заснива на делима Александра Асова.[63][64]
  - украјинске, неопаганске верзије словенског родноверја: РУНвира (украјинска, монотеистичка, неопаганска верзија словенског родноверја заснована на радовима Лава Силенка), Ладовера, Јагновера
  - новодревно ведомство — словачка, неопаганска верзија словенског родноверја
  - Родна црква Пољске (пољ. Rodzimy Kościół Polski) — пољска, неопаганска верзија словенског родноверја

### Веровања, обреди и празници словенског родноверја
Словенски родноверни поштују словенска божанства словенске религије, као што су: Световид, Перун, Сварог, Мокош, Дажбог, Триглав, Жива, Хорс, Стрибог, Морана, Јарило, Рујевид и др.
Подела Словена на четири велике групе: полапске, источне, западне и јужне, условила је постојање извесних разлика у пантеонима, обичајима, као и називима божанстава.
Значајан удео у словенском родноверју чини култ предака и култ вегетације, као и култови митолошких бића везаних за одређена места или појаве. У свете животиње које уживају нарочито поштовање спадају орао и соко, вук и змија.
Током обреда је честа употреба „живе ватре“и плавих девојака (ватра добијена древним начинима — трењем два комада дрвета или помоћу кремена) и ритуала везаних за култ ватре (као што је прескакање пламена) и употреба воде (бацање венаца цвећа у воду, ритуално купање и сл.). Ватра и вода се користе у циљу обредног прочишћења. О светковинама као што су Јарилов дан праве се венци од биља, нарочито лековитог, при чему свака биљка у венцу има сопствену симболику. Обреди се завршавају славским, ритуалним оброком. Често је присутно и „клицање прецима“.  У обредима учествује читава заједница. Светковине се одржавају у капиштима или чешће на отвореном, око кумира словенских божанстава. Светилишта словенске вере су предмет ходочашћа.
Празници словенског родноверја везани су за привидно кретање Сунца током године (зимска краткодневица, летња дугодневица и пролећна и јесења равнодневица) и годишњи циклус вегетације.
Неки од важнијих празника током године у словенском родноверју су:
- Велесови дани, јануар-фебруар
- Масленица, 21. март
- Јарилов дан, 23. април
- Купала, 24. јун
- Перунов дан, 20. јул
- Мокошин дан, петак између 25. октобра и 1. новембра
- Бадњи дан — Божић (Коледо, Сварожић), 21-25. децембар

| месец/држава | Русија | Украјина | Пољска                                  | Словенија                                                           | Србија                                                                      | Словачка                                                                |
| ------------ | --- | --- | --------------------------------------- | ------------------------------------------------------------------- | --------------------------------------------------------------------------- | ----------------------------------------------------------------------- |
| јануар       | - 13. Морана - 19. Водосвет - 21. Просинец                                                                                      | - 6. Водосвет (укр. )                                                                                            |                                         | - 22. Велесов дан                                                   |                                                                             |                                                                         |
| фебруар      | - 1. Громница - 11. Велесов дан - 21. Стрибог                                                                                   | - 12. Светковина Велеса (рус. )                                                                                  | - 12. Светковина Велеса (пољ. )         | - Курентовање                                                       | - 11. Велесов дан                                                           | - почетак фебруара — Велесов дан                                        |
| март         | - 1. Моранин дан, Задушнице (рус. День Марены, Навий День) - 21.-24. Масленица - 25. Весна                                                             | - Задушнице (Велики четвртак) (укр. ) - 21.-24. Масленица                                                        | - 21.-24. Светковина пролећа (пољ. )    | - 21. Јарило и Мара - Осватина (први млад месец после равнодневице) | - Задушнице                                                                 | - крај марта — паљење Моране                                            |
| април        | - 21.-22. Љељин дан (рус. ) - 23. Јарилов дан                                                                                   | | - 23. Јарилов дан (пољ. )               |                                                                     | - 23. Јарилов дан                                                           | - половина априла — светковина храста                                   |
| мај          | - 1. Живин дан, Турица, Русаље                                                                                                  | |                                         |                                                                     |                                                                             | - 1. Живин дан (чеш. ) - 4. Русаље (словен. Rusadľa), Турица                   |
| јун          | - 15. Стрибогов дан - 23. Купала - 29. Сварогов дан                                                                             | - 24. Купала | - 22. Купала — Светковина ватре (пољ. ) | - 24. Купала — Светковина ватре (словен. )                          |                                                                             | - 21. Купала (словен. )                                                 |
| јул          | - 13. Стрибог - 20. Перунов дан                                                                                                 | - 20. Перунов дан                                                                                                | - 20. Перунов дан (пољ. )               | - 20. Перунов дан                                                   | - 20. Перунов дан                                                           | - 20. Перунов дан                                                       |
| август       | - 18. Хорсов дан (рус. ) | |                                         |                                                                     |                                                                             |                                                                         |
| септембар    | - 24. Радгостов дан, Светковина јесени (рус. )                                                                                  | | - 23. Светковина жетве (пољ. )          |                                                                     |                                                                             |                                                                         |
| октобар      | - 20.-26. Јесење деде (рус. Осенние деды) (пада на суботу) - Мокошин дан, последњи петак у октобру - 28.10-3.11. Светковина Сварога (рус. ) | - 20.-26. Дедова субота (укр. ) - Мокошин дан, последњи петак у октобру - 28.10-3.11. Светковина Сварога (укр. ) |                                         |                                                                     | - 20.-26. Задушнице (пада у суботу) - Мокошин дан, последњи петак у октобру | - Мокошин дан — Задушнице, последњи петак и субота у октобру (словен. ) |
| новембар     | - 21. Морана | - 24. Светковина Среће (укр. )                                                                                   | - 1. Деде — Ноћ задушница (пољ. )       |                                                                     |                                                                             |                                                                         |
| децембар     | - 24. Корачун (рус. ) - 21.-25. Божић-Коледо (рус. )                                                                            | - 25. Коледо | - 21.-22. Божић (пољ. )                 | - 21.-25. Божић-Сварожић (словен. )                                 | - 24. Бадњи дан - 25. Божић-Коледо                                          | - 21. Крачун (словен. )                                                 |

Услед разлика које су настале у обичајима група словенских народа, сем празника који су везани за привидно кретање Сунца у току године и важнија божанства, у празновању осталих празника постоје датумске разлике.

### Распрострањеност словенског родноверја и новија историја
Групе родноверних постоје у свим словенским земљама, као и у земљама са бројном словенском имиграцијом или значајнијим процентом словенског становништва као што су САД, Канада, Казахстан, Естонија, Литванија. У већини ових земаља постоје регистрована удружења, организације и општине словенског родноверја, а у појединим земљама (Русија, Украјина, Пољска) словенско родноверје је државно призната религија. Ни у једној од земаља у којој постоје словенске родноверне општине, удружења или организације број словенских родноверних не прелази 1‰ популације.

#### Русија
Иако је руско племство прихватило хришћанство још крајем 10. века, обреди словенске религије су наставили да се упражњавају међу Русима, а поједини сакрални објекти словенске религије су остали у функцији са оригиналном наменом све до почетка 20. века. У руском народном предању су остали сачувани митови и обреди словенске религије.
Словенска митологија инспирише Александра Пушкина да 1820. године објави поему „Руслан и Људмила“, према којој Михаил Глинка компонује истоимену оперу 1842. године. Романтизам у Русији доприноси тежњи за националним препородом у круговима интелигенције, што бројне уметнике и научнике наводи да у народном предању и култури руског народа потраже идеје за своје радове.
У првом делу 19. века, озбиљнији приступ руској редакцији словенске религије налазимо у радовима И. П. Сахарова.
Половином XIX века, понајвише захваљујући радовима А. Н. Афанасјева, долази до популаризације словенске митологије у Русији. Под утицајем радова Афанасјева, истакнути руски писци и композитори као што су Николај Римски-Корсаков и Игор Стравински стварају нека од својих најпознатијих дела. Међу руским ствараоцима који обрађују теме словенске митологије се налазе и Петар Чајковски, Николај Гогољ, Сергеј Аксаков, Николај Рерих и многи други. Паралелно са Афанасјевим и други истакнути чланови руске интелектуалне елите издају радове о словенској религији, илустроване делима познатих руских сликара као што су Андреј Рјабушкин и Виктор Васнецов.
И почетком XX века излази више радова који се баве словенском религијом и њеним утицајем на руску историју и културу.
После Октобарске револуције 1917. године друштвено-политичка ситуација прекида дотадашњи рад на популаризацији словенске религије, онемогућавајући озбиљан научни рад и регистрацију родноверних удружења.
Од почетка тридесетих до краја педесетих година XX века подржава се употреба симбола словенске етничке религије у уметничким делима широм Совјетског Савеза, као вид супротстављања пропаганди која је била усмерена против устројства Совјетског Савеза и културе руског народа.
Период од краја Другог светског рата до деведесетих година XX века у области научних радова о словенској религији обележила су дела Бориса Рибакова, која су заједно са делима аутора као што су Аполон Кузмин, Олег Трубачев, В. В. Седов, и Н. И. Толстој, довела до популаризације словенске религије у Русији.
После Другог светског рата прве верске родноверне општине на територије РСФСР се јављају крајем осамдесетих година XX века. У тадашњем Лењинграду, 1986. године се формира „Друштво волха“ (рус. Общество волхвов), које у пролеће 1990. године постаје „Савез Венеда“ (рус. Союз венеда). 
Прва родноверна задруга настаје 1988. године, у селу Поповка у Московској области. Почетком деведесетих настаје комуна у Кировској области РСФСР. Од тада, до данас широм Русије се оснивају родноверне општине. Из интересовања за словенску религију и културу настају друштва која оживљавају старе словенске обреде и обичаје — обредно-етнографски ансамбл „Ладо“ се оснива 1988. године.
Као датум првог званичног признања словенског родноверја на територији Русије, после краја X века, узима се 14. фебруар 1994. године, када је регистрована московска словенска родноверна општина (рус. Московская Славянская Языческая Община), која је незванично постојала још од средине осамдесетих.
Прво јавно слављење празника Купала у Русији после више векова је одржано 25. јула 1994. године на реци Ворји.
Током деведесетих и првих година 21. века долази до удруживања словенских родноверних општина и организација у кровне савеза.
Кровна организација која покрива највећи део територије Русије је „Савез словенских општина словенске родне вере“ (рус. Союз славянских общин славянской родной веры), који је основан 1997. године удруживањем словенских родноверних општина из Москве, Калуге и Обнинска. За лидера савеза је 19. јула исте године изабран Вадим Станиславович Казаков, лидер словенске родноверне општине Калуге, који на тој функцији остаје до 2011. године, када је преузима Максим Белојар Ионов. У оквиру „Савеза словенских општина словенске родне вере“ функционишу следеће словенске родноверне општине:
- анапска словенска општина
- балашовска словенска општина
- брјанска словенска општина „Свет Сварога“
- калужска словенска општина
- клајпедска словенска општина „Савез Љутића“[у]
- краснодарска градска родноверна општина „Словенски искон“ (рус. Славянский искон)
- кубинска словенска општина
- курганска словенска општина „Лада“ (рус. Ладья)
- магнитогорска словенска општина
- московска општина родноверних
- московска словенска општина „Круг Вјатића“[ф]
- новокузњецка словенска општина
- новоросијска словенска општина
- чељабинска словенска општина (рус. Озёрская Славянская Община)
- орелска словенска општина
- ростовска словенска општина
- словенска општина „Свентовид“ (Славјанск на Кубану)
- смоленска словенска општина „Јутро Сварога“ (рус. Утро Сварога)
- ставропољска словенска општина „Словенско наслеђе“
- тамбовска словенска општина „Жива“
- череповецка словенска општина „Громница“

„Велесов круг“ је савез који је настао 1999. године удруживањем више словенских родноверних општина. Родноверне општине које тренутно чине „Велесов круг“ су:
- обнинска словенска родноверна општина „Триглав“ (рус. Обнинской Славянской Языческой Общины „Триглав“), основана 1993. године[124]
- рускословенска родноверска општина „Родољубље” (рус. Русско-славянская родноверческая община „Родолюбие“), основана у Москви 24. фебруара 1998. године
- костромска родноверска општина „Коло” рус. Хоровод, основана 1999. године
- рјазањска родноверска општина „Тројесвет”, основана 2000. године
- словенска општина пермске покрајине „Сварожићи”, основана 2001. године
- словенска општина Донбаса и Приазовља „Дивље поље” (рус. Дикое поле),[х] основана 21. септембра 2008. године
- минска општина родновера „Коло Сварога”,[ц] основана 2009. године
- самарска родославна ведска општина „Бојарга”, основана 2009. године
- општина „Родовићи” града Комсомољска на Амуру

„Круг родноверне традиције“ (рус. Круг языческой традиции) је савез настао 2000. године, када је више родноверних удружења потписало први званични документ овог савеза Коломенско саопштење, којим се уређују односи унутар и изван савеза и постављају основе већа савеза. За датум званичног настанка савеза се узима 17. март 2002. године, када су у Москви, у капишту у чертановском парку лидери петнаест родноверних удружења и општина потписали Битцевски договор о оснивању „Уједињеног жречко-волхског савета Круга родноверне традиције“. „Кругу родноверне традиције“ касније приступају и родноверна удружења из других земаља (Украјина, Норвешка, Данска), која следе етничке религије не само словенских већ и других народа. Делатност „Круга родноверне традиције“ је заснована на „Манифесту родноверне традиције“.
Чланице „Круга родноверне традиције“ су следећа удружења:
- родноверна општина „Коледо Вјатића“ (рус. Коляда Вятичей), која делује у Москви и Троицку,
- родноверни „Круг Бера“, који делује у Москви, Реутову и Одинцову,
- подољска родноверна општина „Четири јабуке“ (рус. Четыре Яблони),
- долгопрудњенска словенска родноверна општина „Вјатићи“,
- каљининградска родноверна „Општина Сколота“ (рус. Община Сколотов),[ч] основана 3. децембра 2002. године
- словенска родноверна општина „Унуци Дажбога“, која делује у Владимиру ,
- руска родноверна општина „Јарило“, која делује у Хабаровску и Биробиџану,
- обнинска родноверна општина „Велесова стаза“ (рус. Велесова Тропа),
- серпуховска родноверна општина „Финист“,[џ]
- женска родноверна општина „Звечка“ (рус. Шаркунок), која делује у Москви,
- општина „Дом Сварога“, која делује у Москви, Петрограду и Ростоку,
- традиционална група „Клан вука“, која делује у Кисловодску
- наставно-стваралачки центар „Волховарн“ (рус. Учебно творческий Центр „Волховарн“) из Одесе у Украјини.

Чланице „Круга родноверне традиције“ су и удружења несловенских етничких религија: 
- „Гардаковен“ — група која окупља родноверне различитих етничких религија (нордијске, келтске, словенске и др.) и делује у Москви и Корољеву,[ш]
- лига „Ослобођење разума“ (рус. Освобождение разума) — религиозна група хеленизмоса, која делује у Волгограду.

Осим наведених кровних организација, родноверни су груписани и у Савез словенских општина „Северни савез“, Сверуски религиозни савез „Руска народна вера“ (рус. Всероссийский религиозный союз „Русская народная вера“), „Очување Словена“ (стсл. Схорон еж Славен), „Московску словенску родноверну општину“, словенску родноверну општину Владивостока „Штит Симаргала“, општину града Балашова „Наслеђе предака“, јекатеринбуршку општину старовераца „Сварожић“ (рус. Екатеринбургская Община Староверов „Сварожичъ“), курско-северску словенску општину (рус. Курская Северская Славянская Община), удружење природне вере „Славија“ (рус. Содружество природной веры „Славия“), кемеровску словенску родноверну општину (рус. Кемеровская Славянская Родноверческая Община) и др.
У граду Томску 4. октобра 2007. године отворен је први Музеј словенске митологије (рус. Музей Славянской Мифологии).
Широм Русије је, од осамдесетих година XX века до данас, подигнуто више капишта у којима су постављени кумири словенских божанстава.
Према подацима Федералне регистрационе службе од децембра 2006. године, на територији Руске федерације је званично регистровано осам родноверних верских заједница.

#### Белорусија
Услед специфичних историјских прилика у области Полесје (блр. Пале́ссе) на територији Републике Белорусије словенско родноверје је наставило да се упражњава међу народом и после покрштавања других региона који чине територију данашње Белорусије. У овој области се налазе и значајни археолошки локалитети, на којима су откривена капишта словенске религије, испитивани крајем 19. века и током друге половине 20. века, који су уврштени у културно-историјске споменике Белорусије, а у руралним крајевима се још увек обележавају светковине посвећене словенским божанствима.
После распада Совјетског Савеза, током деведесетих година XX века настају војни, војно-историјски и културно-историјски клубови који промовишу повратак словенској култури, традицији и религији (клубови „Бјаловешки барјак“, „Радегаст“, „Ојра“ из Минска, „Браслава“ из Гомеља). Из њих настају организације и словенске родноверне општине. За разлику од осталих словенских држава у Белорусији постоји више владиних и социјалних програма који раде у корист поновног рађања и враћања у друштво традиционалних народних вредности. Народни празници (Купало, Масленица, Дожинке) светкују се на нивоу државе. На изучавању дохришћанске историје и традиције ради велики број историчара, археолога, филолога и етнолога при научним установама као што су Катедра за историју и теорију културе Белоруског државног педагошког универзитета, Институт етнографије и фолклора, Научно-истраживачки центар фолклора Белоруског државног универзитета и др., што резултује великим бројем објављених стручних радова и издања која обрађују словенску религију.
У Белорусији родноверне у Кобрину окупља словенска ведска општина „Пут Перуна“ (блр. славянская ведическая община „Лад Перуна“), чији је оснивач и лидер (блр. верховода) Владимир Сацевич (блр. Владимир Александрович Сацевич). „Пут Перуна“ сарађује не само са другим родноверним општинама, већ и са организацијама других вероисповести. На територији Белорусије делује и родноверна општина Минска „Коло Сварога”, која је члан удружења словенских родноверних општина „Велесов круг“. У Минску делује и испостава организације „Очување Словена“ (стсл. Схорон еж Славен).

#### Украјина
Као и код других европских народа, са појавом романтизма крајем XVIII и почетком 19. века долази до повећаног интересовања интелектуалне елите за народно предање. Упркос репресивном режиму царистичке Русије, у оквиру које се налазио већи део модерне Украјине, украјински писци, фолклористи и интелектуалци су приступили идеји националног препорода са ентузијазмом. Водећи писци кроз своја дела промовишу народне обичаје и народно предање. Најпознатија дела такве врсте су „Шумска песма“ Лесје Украјинке (укр. Леся Українка), Сенке заборављених предака Михаила Коцјубинског и словенском митологијом инспирисане приче Николаја Гогоља. Међутим, украјински језик је био забрањен у вишим слојевима друштва, а „украјинофилски“ писци и културни активисти су били прогањани током већег дела XIX века.
Прво регистровано родноверно удружење у Украјини је организација „Родна вера“ (укр. Рідна віра), коју је 1934. године основао проф. Владимир Шајан (укр. Володимир Петрович Шаян).
Током Другог светског рата долази до окупације Украјине од стране нацистичке Немачке, те 5. новембра 1943. године, проф. Владимир Шајан учествује у оснивању родноверне паравојне организације „Ред витезова бога Сунца“ (укр. Орден Лицарів Бога Сонця), која је имала за циљ духовно и физичко ослобођење Украјине од нацистичке Немачке и стаљинистичког Совјетског Савеза. Организација је убрзо припојена ОУН-у, у оквиру које функционише као јединица под називом „Перун“. Крајем Другог светског рата, због репресије стаљинистичког режима, велики број родноверних Украјинаца емигрира на Запад у САД и Канаду.
Један од ученика Владимира Шајана је био и Лав Силенко (укр. Лев Силе́нко), који после разлаза са Шајаном, почетком шездесетих година 20. века, оснива неопаганску верску заједницу РУНвира 1964. године у САД. Прва верска заједница РУНвире је регистрована 3. децембра 1966. године у Чикагу, а потом 15. октобра 1971. године у Атлантик Ситију. Убрзо следе регистрације у другим градовима САД. Први храм у Украјини РУНвира оснива тек после распада Совјетског Савеза 1991. године. РУНвира је у Украјини регистрована као верска заједница 28. маја 1992. године под редним бројем 237. Тренутно седиште РУНвире је у граду Спринг Глен у држави Њујорк. За разлику од већине других родноверних заједница, РУНвира је заснована на монотеистичкој реформи словенске религије у којој је улога врховног бога додељена Дажбогу, а садржи елементе будизма, зороастризма и других религија и ослања се на контроверзне радове појединих историчара из САД и Израела.
После Другог светског рата има врло мало публикација које се баве словенском религијом.
У Кијеву су 1975. године нађени остаци капишта са половине 10. века о коме говори „Повест минулих лета“, као и неки од артефаката који се помињу у тој и другим словенским хроникама.
Крајем осамдесетих и почетком деведестих година настају удружења заснована на традиционалном родноверју, као што је „Велики огањ“ (укр. Слов'янська духовна течія „Великий Вогонь“), основано у Житомиру 17. августа 1990. године. Убрзо се оснивају општине овог удружења у Кијеву 1992. године, у Ривну и Доњецку 1993. године. „Велики огањ“ има подружнице и у Софији и Москви. Кијевска словенска родноверна општина „Православље“ (укр. Православ'я) оснива се 1993. године (и региструје се 18. јуна 1997). Ова ће општина постати заметак тренутно највећег удружења словенских родноверних у Украјини — „Уједињени родноверни Украјине“ — удружења регистрованог 2001. године, које је настало спајањем више родноверних општина и удружења. Општина „Родна украјинска вера“ (укр. Рідна Українська Віра) основана је 1994. године у виничкој области. Украјинска духовна академија родноверних регистрована је 25. септембра 2002. године. Паралелно са оснивањем општина традиционалног словенског родноверја основају се и општине РУНвире у Украјини.
Родноверне организације и удружења у Украјини су подељени у две групе:
1. традиционалне родноверне :

- „Велики огањ“ (укр. „Великий Огонь“) — лидер Генадиј Николајевич Боцењук (Кнез Огин); удружење регистровано 7. марта 1992. године и има 10 општина;
- „Уједињени родноверни Украјине“ (укр. „Об`єднання Рідновірів України“) — лидер Галина Лозко; савез више словенских родноверних општина и удружења, регистрован 24. маја 2001. године. Има 26 општина и више удружења:[149]
  - кијевске општине „Православље“, „Дрво живота“ и „Војска Перунова“
  - клавидијевска општина „Велесичи“
  - полтавска општина „Православље“
  - општина „Глас предака“ (Камењец-Подолски)
  - лавовска општина „Галичани“
  - чернивцка општина „Сјај“
  - черниговска општина Извори
  - миколајивска општина „Обожаваоци Сунца“ (укр. Сонцепоклонники)
  - тернопољска општина „Сварга“
  - општина „Северјани“[ађ] (Корјукивка)
  - бориспољска општина „Пољани“
  - лубничка општина „Оријани“ (укр. Оріяни)
  - бердјанска општина „Сварог“
  - миргородска општина „Перун“
  - ивано-франкивска општина „Уједињени у Сварги“ (укр. Єдині у Сварзі)
  - одесанска општина „Мокош“
  - харковске општине „Божичи“, „Свјатославовичи“ и „Слободни круг“ (укр. Слобідське Коло)
  - никопољска општина „Православље“
  - виничка општина „Круна бога“ (укр. Вінець Бога)
  - запорошка општина „Русалка“ (укр. Берегиня)
  - тивровска општина „Зора Сварога“
  - смеланска општина „Русичи“
  - словенска родноверна удружења у Белој цркви (Терезин), Доњецку, Алчевску и Славјанску
- „Родово огњиште Родне православне вере“ — лидери су Врховни волх Владимир Куровски и његова жена Лада; удружење регистровано 15. јуна 2003. године и има 32 општине;
- „Сабор родне украјинске вере“ — лидер Ориј (Олег) Безверхиј; удружење регистровано 29. октобра 2000. године и има 12 општина;
- „Руски православни круг“ (укр. „Руське Православне Коло“) — врховни волх Свјатовит Пашник; удружење регистровано 6. октобра 2007. године и има 8 општина и 7 група.

1. неопаганске организације засноване на родноверју и словенској митологији:

- највећа организација је „Родна украјинска национална вера“ (укр. Родная Украинская Национальная Вера) (регистрована у САД 3. децембра 1966. године, а у Украјини 28. маја 1992. године), скраћено „РУНвира“[150], која у Украјини има 49 општина, али један део њих не ради. РУНвира је доминантна међу родноверним Украјинцима у дијаспори у САД и Канади.
- Ладовера (укр. Ладовіра) — оснивачи су О. Шокало и Ј. Шилов; врховни бог им је Орије — свеједини дух светлости, не постоје активне општине.[150]
- Јагновера (укр. Ягновіра) — заснива се на књизи „Бережа“, В. Рубана из 1999. године. Организација је неактивна.

#### Пољска
За претходника модерних родноверних организација се сматра Адам Чарноцки (пољ. Adam Czarnocki), који у свом делу из 1818. године „О прехришћанском славјанству“ предлаже национални препород кроз повратак народној култури прехришћанског периода. 
Током 19. века, са појавом пољског романтизма, кроз истраживање и популаризацију народног предања, долази до књижевних и филозофских покушаја повратка народној култури. Карактеристичан пример су романтичне трагедије Јулијуса Словацког (пољ. Juliusz Słowacki), Ришарда Бервињског (пољ. Ryszard Wincenty Berwiński) и рана дела Адама Мицкјевича (пољ. Adam Mickiewicz), у којима народна веровања, обичаји и обреди постају главна литерарна тема. И други пољски књижевници се окрећу словенској религији. Повећано интересовање за словенску религију у пољској јавности је изазвала су и открића Збручког стуба, каменог кумира бога Световида (пољ. Światowid ze Zbrucza), који је нађен 1848. године у реци Збруч у Галицији и пехара украшеног свастикама из доба пшеворске културе, нађеног 1936. године у близини Лођа. Јозеф Крашевски 1876. године издаје своје најпопуларније дело, псеудоисторијски роман „Стара бајка“ (пољ. Stara basn).
У периоду између два светска рата у Пољској делује више родноверних удружења. Највећи утицај међу родновернима је имао Јан Стахњук (пољ. Jan Stachniuk) оснивач удружења „Задруга“ (пољ. „Zadruga“) и истоименог часописа, који почиње да излази 1937. године. Настављач његовог рада и лидер „Задруге“ од 1956. године је Антони Вацик (пољ. Antoni Wacyk). Осим „Задруге“, делују и друга родноверна удружења као што су „Лешки круг обожавалаца Световида“ (пољ. Lechickie Koło Czcicieli Światowida), основано 1921. године и групе окупљене око часописа „Демијург“ (пољ. Demiurg), који излази од 1934. године и недељника „Световид“ (пољ. Tygodnik „Światowid“). Услед деловања ових удружења у Пољској пред Други светски рат долази до повећаног интересовања за националну културу, традицију и словенску религију. Тако током Међународног самита извиђача у Биркенхеду (енгл. Birkenhead), у Уједињеном Краљевству 1929. године, пољски извиђачи уместо стега постављају кумир бога Световида. Кумир бога Световида је постављен и приликом прославе Дана мора у Кракову 1934. године. Пољски сликари Марјан Вавжењецки (пољ. Marian Wawrzeniecki), Софија Стријенска (пољ. Zofia Stryjeńska) и други, стварају дела на тему словенске религије. Познати вајар Станислав Шукалски (пољ. Stanisław Szukalski) 1929. године оснива уметничку групу „Племе Рогато срце“ (пољ. Szczep Rogate Serce) чији су чланови неки од најпознатијих пољских сликара и вајара.
Други светски рат привремено прекида рад родноверних удружења у Пољској, а њихови припадници се укључују у борбу за ослобођење Пољске од нацистичке окупације, углавном преко народноослободилачке организације „Народни сељачки устанак“ (пољ. Stronnictwo Zrywu Narodowego).
После Другог светског рата комунистичке власти онемогућавају рад родноверних удружења, тако да је удружење „Свети круг обожавалаца Световида“ забрањено 1947. године. Његови чланови неуспешно покушавају да поново региструју удружење 1960. и 1970. године. Јан Стахњук је ухапшен 1949. године и осуђен на дугогодишњи затвор. Штампање часописа „Задруга“ није било дозвољено после краја рата.
У посткомунистичком периоду настају родноверна удружења која настављају традицију „Задруге“ и „Светог круга обожавалаца Световида“. Анджеј Вилотек (пољ. Andrzej Wylotek) оснива у Варшави 1991. године часопис „Елемент“ (пољ. Żywioł), који повремено излази до 1997. године. Прва регистрација родноверја (као званично признате вероисповести) у посткомунистичком периоду је извршена 24. марта 1995. године, када је регистрована неопаганска верска заједница Родна црква Пољске (пољ. Rodzimy Kościół Polski). Родна црква Пољске, као и Пољска словенска црква (пољ. Polski Kościół Słowiański) регистрована као верска заједница у Ћехоћинеку (пољ. Ciechocinek) 1. јула 1995. године, настављају традицију „Светог круга обожавалаца Световида“.
Словенско родноверје је као равноправна, државно призната вероисповест, регистровано у Пољској од 4. марта 1996. године, преко верске заједнице родноверних „Родна вера“ (пољ. Rodzima Wiara), која наставља традицију „Задруге“. Такође је активно и западно-словенско верско удружење „Словенска Вера“ (пољ. Zachodniosłowiański Związek Wyznaniowy „Słowiańska Wiara“) које је настало 2006. године удруживањем више родноверних организација. Удружење „Словенска вера“ званично је регистровано као равноправна верска заједница 9. октобра 2009. године. Од 1995. године делује и задруга родне вере „Аристос“ (пољ. Zadruga Aristos Sędruga Rodzimej Wiedzy). Дела Јана Стахњука су инспирисала и настанак часописа „Триглав“, који повремено излази од 1997. године. Око часописа „Триглав“ настаје Удружење за традицију и културу „Никлот“ (пољ. Stowarzyszenie na rzecz Tradycji i Kultury Niklot) регистровано у Варшави 11. септембра 1998. године. Од 2009. године регистровано је и удружење „Коломир“ (пољ. Kołomir), а удружење „Жртва“ (пољ. Stowarzyszenie „Żertwa”) је основано 2010. године и регистровано 9. септембра 2011. године у Бидгошчу. Словенске родноверне у Вроцлаву укупља удружење шлеских родноверних „Ватра“ (пољ. wspólnota rodzimowierców Śląskich „Watra“), а у Варшави делује и група „Вид“ (пољ. WiD).
Преживели чланови „Задруге“ су у Вроцлаву основали издавачку кућу „Топожел“ (пољ. Wydawnictwa Toporzeł), која издаје књиге о родноверју и другим многобожачким религијама и чији је главни и одговорни уредник Ждислав Словински (пољ. Zdzisław Słowiński) члан Родноверног словенског већа. Један од чланова те групе је и Антони Вацик.
Сваке године у граду Волину се одржава фестивал Словена и Викинга  (пољ. Festiwal Słowian i Wikingów), на коме се може видети реконструисан живот и обичаји Словена и Викинга из периода пре примања хришћанства.

#### Чешка
После Првог свесловенског конгреса у Прагу, 1848. године, међу Чесима јача тежња за националним препородом, по угледу на друге словенске народе, те се појављује интересовање за словенску културу и религију. Излази више дела која се баве како народним предањем и словенском религијом тако и сакралним археолошким налазима.
Почетком 20. века настају светски позната дела инспирисана словенском религијом од којих су најпознатија „Словенска епопеја“ Алфонса Мухе (рађена од 1910. до 1928. године) и кумир бога Радгоста, рад чешког вајара Албина Полашека (чеш. Albín Polášek), који је постављен је на врху планине Радгост 1931. године.
Са успоном фашизма и нацизма у западноевропским државама, дела Алфонса Мухе и других словенских уметника инспирисаних словенском културом, као и радови који се баве словенском религијом и традицијом прогашавају се за реакционарна и непожељна. Убрзо долази до склапања Минхенског споразума, окупације и комадање Чехословачке од стране нацистичке Немачке.
У Чешкој Републици су активна удружење родноверних заједница „Родна вера“ и удружење „Велесов народ“ (чеш. Velesův lid).

#### Словачка
У Републици Словачкој је регистровано више родноверних општина и удружења:
источнословенска родноверна општина „Свети гај родне вере“ (словен. Svätoháj Rodnej Viery),
њитранска родноверна општина „Дажбогови унуци“ (словен. Dažbogovi vnuci) (основана 21. децембра 2006. године у Њитри),
удружење „Словенско јединство“ (словен. Slovanská jednota),
удружење „Родолесје“ (словен. Rodolesie) из Великог Кртиша,
удружење „Братство Перунове секире“ (основано 2000. године),
словенска родноверна општина „Перунова дубрава“ (словен. Paromova Dúbrava),
удружење „Карпатски домаћини“ (словен. Karpatský Pecúch) и
удружење „Рарах“ (словен. Rarach)
Најактивније удружење је „Перунов круг“ (словен. Perunov Kruh) (основано децембра 1997. године), које има подружнице у свим већим градовима Словачке. У Словачкој делује и неопаганско, ведомецко (словен. vedomstvо) удружење „Родни круг“ (словен. Rodný kruh) чији је лидер музичар и филозоф Миро Жијарислав Швицки, који је основао интернет часопис „Родни пут“ (словен. Rodná Cesta) и лидер је музичке групе „Бића“ (словен. Bytosti).

#### Бугарска
У Бугарској делују родноверна удружења „Дуло“ (буг. Общество Дуло), „Родна вера“ (буг. Родна вяра) „Словенска крв“ (буг. Славянска Кръв) у Габрову и „Словени“ (буг. Славяни) у Шумену.

#### Словенија
Двоверје је у Словенији постојало све до краја XIX и почетка 20. века, о чему сведочи и усмена традиција, а део обреда словенске религије је наставио да се упражњава међу Словенцима до данас. У области око Бохињског језера забележено је да су обреди словенске религије вршени и у првој половини XX века. У планинским крајевима западне Словеније словенска религија, у значајно редукованом облику и у тајности, је наставила да се континуирано исповеда и у XX веку.
У другој половини XIX века излази часопис „Љубљански звон“ у којем се објављују дела са мотивима словенског наслеђа словеначких писаца као што су Јосип Јурчич и др.
На самом почетку XX века, у неколико узастопних бројева годишњака „Дом и свет“ (словен. Dom in svet), више аутора објављује радове које обрађују тему словенске религије. Издају се наслови који се са стручне и са уметничке стране баве словенском религијом. Франц Финжгар издаје 1907. године свој најпознатији историјски роман „Под слободним Сунцем — повест давних предака“ (словен. Pod svobodnim soncem. Povest davnih dedov). И други словеначки писци, као што су Мими Маленшек, Оскар Худалес, Матија Прелесник, Јанко Модер, Франц Бевк, Иван Сивец и други, користе мотиве словенске религије у својим делима.
После Другог светског рата интересовање за словенску религију је ограничено на кругове словеначких уметника. У том периоду утицај словенске религије се огледа у делима Јанка Модера (историјски роман „Света земља — хроника словенског рода“), Оскара Худалеса (историјски романи „Између два света“ и „Пожар крви“).
Крајем осамдесетих година XX века захваљујући утицају радова словеначких научника који су истраживали порекло Словенаца, у Словенији долази до раста интересовања за словенску религију и културу уопште. Популаризацији словенске религије доприносе новија археолошка открића, научно-документарни и играно-документарни филмови.
У Републици Словенији од 2005. године делује родноверно удружење „Староверци“, које је установило три староверне жупе:
- „Световид“, на подручју Крањске,
- „Никрмана“, на подручју Приморске,
- „Перун“, на подручју Штајерске.

На територији Републике Словеније тренутно су успостављена четири родноверна храма: 
- Данин у Струги
- Световидов под Лимбарском гором у општини Моравче
- Перунов у Шентјуру код Цеља
- Сварожићев у околини Копра

Вајар Славко Батиста је у Рижанској долини подигао читав низ камених кумира словенских божанстава.
У активности удружења „Староверци“ спадају и организоване прославе празника, издавачака делатност, стална поставка словенске митологије у Струги на Долењскем, бројни културно-уметнички догађаји мотивисани словенском религијом.

#### Хрватска
Почетком 19. века долази до повећаног интересовања за сакупљање и очување народног предања. Године 1877. Матица хрватска упутила је „Позив за сабирање хрватских народних песама“, а већ 1896. године располаже са више десетина хиљада народних песама и других ставки народне књижевности. Кроз народно предање, обреди и обичаји прехришћанске словенске религије су опстали у хрватском народу до данашњих дана.
Једна од најзначајних личности панславизма у Хрватској у другој половини XIX и почетком XX века био је Натко Нодило, који својим радовима и учешћем у политичком животу подстиче интересовање за словенску религију у хрватском народу. Под утицајем његових радова, народног предања хрватског народа и археолошких налаза, стварају хрватски уметници као што су Ивана Брлић-Мажуранић, Владимир Назор, Јаков Готовац.
У периоду после Другог светског рата занимање за словенске религију је спорадично, најзначајнија су издања Фрање Ледића.
После распада СФРЈ у хрватској стручној јавности долази до повећаног интересовања за прехришћански период што доводи до значајних археолошких открића, научних радова и интересовања хрватских уметника за словенску религију, на пример Лидије Бајук (збирке прича „Кнеја“ и „Кнеја — вилинска шума“) и Мојмира Новаковића.
У Републици Хрватској делују удружење „Перунова светиња“ (регистровано 24. априла 2011. године у Ловрану при Приморско-горанској жупанији) и „Старославенска жупа Перуница“.

#### Србија
Веровања, обреди и обичаји словенске религије опстали су међу српским народом и после прихватања хришћанства.
Паралелно са борбом за независност и појавом романтизма у 19. веку, у Србији долази до повећаног интересовања за народну културу и обичаје. Изузетан рад на прикупљању народног предања Вука Стефановића Караџића, али и других ентузијаста као што су Милош С. Милојевић и Јаша Продановић, омогућио је да значајан део културе српског народа буде очуван, упркос турбулентим дешавањима током XIX и XX века. На основу сакупљеног народног предања и поређења истог са предањима других словенских и не само словенских народа, настају и прве реконструкције словенске религије различитог квалитета.
Током 19. века и почетком 20. века, поједини политичари као што је Јаша Томић налазе идеолошку инспирацију у словенској религији. У другој половини XX века поједине јавне личности у својим текстовима помињу словенску религију у афирмативном тону, као на пример Драгош Калајић, Војислав Шешељ и други. Истовремено српски писци, песници и сликари у својим делима користе мотиве словенског родноверја. Међу њима су и Десанка Максимовић (збирка песама „Летопис Перунових потомака“), Васко Попа (збирка песама „Вучја со“), Љубивоје Јовановић и други.
Почетком 21. века објављено је више издања која се баве словенском религијом,, а неколико издавачких кућа редовно издаје наслове везане за тематику словенског родноверја.
На иницијативу књижевника Драгана Јовановића, једног од поборника повратка словенској религији у Србији, први пут од доба Немањића, у селу Мокра код Беле Паланке, на месту Равниште, за које се везују многе локалне легенде, 25. јуна 2011. године, подигнут је кумир бога Световида. У појединим руралним крајевима Србије долази до реконструкције и поновног практиковања појединих обреда словенске религије.
У Србији је 22. децембра 2012. године почело са радом удружење родноверних Србије „Старославци“.

#### Босна и Херцеговина
Родноверне у Босни и Херцеговини окупља удружење „Сварожи круг“, које делује у Сарајеву и Мостару.

#### Литванија
На територији Литваније делује клајпедска словенска општина „Савез Љутића“ (рус. Союз Лютичей), чланица „Савеза словенских општина словенске родне вере“.

#### САД
На територији САД међу украјинском емиграцијом делује РУНвира, коју је основао Лав Силенко 1964. године. Прва верска заједница РУНвире је регистрована 3. децембра 1966. године у Чикагу, а потом 15. октобра 1971. године у Атлантик Ситију. Убрзо следе регистрације у другим градовима САД. Тренутно седиште РУНвире је у граду Спринг Глен у држави Њујорк.
У САД делује и словенска родноверна општина „Словенство“.

### Родноверно словенско веће
Родноверно словенско веће је саветодавно, пансловенско тело у чијем раду учествују представници организација и удружења словенског родноверја из: Русије, Украјине, Белорусије, Пољске, Чешке, Словачке, Бугарске, Словеније и Србије. Веће се састаје једанпут годишње, сваки пут у другој словенској земљи, чиме се подстиче принцип хоризонталне равноправности. До сада је одржано осам већа и то у:
- Кијеву (Украјина, 2003),
- Кобрину (Белорусија, 2004),
- Калуги (Русија, 2005),
- Шчећину (Пољска, 2006),[тражи се извор]
- Београду (Србија, 2007),[тражи се извор]
- замку Струга (Словенија, 2009),[256]
- Кијеву (Украјина, 2010),[тражи се извор]
- Санкт Петербургу (Русија, 2011).

Одлуке и саопштења овог тела имају саветодавни карактер и нису обавезујућа за родноверне. Часопис Родноверног словенског већа „Слава!“, излази на руском, украјинском и пољском језику.

### Идеологија и политичка оријентација
Велика већина родноверних су панслависти, родољуби, домољуби и подржавају заштиту животне средине. Политичка оријентација је врло разнолика и обухвата практично читав спектар политичких уверења од левице, преко центра до деснице. Доминирају умерене струје, при чему организације и удружења словенског родноверја, у општем случају, нису политички ангажоване. Већина удружења и кровних организација словенског родноверја осуђује фашизам, неонацизам и идеологију екстремне деснице. Маргиналне групе родноверних, махом млађих људи, налазе симпатије за екстремистичке идеологије крајње деснице, као што су неонацизам, шовинизам, антисемитизам, ксенофобија и хомофобија. Све словенске родноверне организације и удружења подржавају суверенитет, интегритет и територијалну целовитост Републике Србије.

### Словенско родноверје у уметности
Повећање интересовање за многобожачку словенску религију у словенским земљама у уметничким круговима везује се за крај 18. века и почетак 19. века.

#### Сликарство и вајарство
Са националним препородом Словена током XIX века, долази и до појачане присутности словенских родноверних мотива у уметности. Широм словенског света настају уметничка дела која садрже религиозну тематику везану за словенско родноверје или су инспирисана мотивима словенског родноверја. У Русији се појављује читава плејада врсних уметника који се баве препородом словенске културе, од којих су најпознатији Иља Рјепин, Иван Билибин, Виктор Васнецов, Николај Рерих, у Чешкој Алфонс Муха.
У XX веку теме словенског родноверја обрађују бројни словенски сликари и вајари. Неки од њих су Станислав Шукалски, Марјан Вавжењецки, Марјан Конарски, Норберт Страсберг, Вацлав Боратињски, Франћишек Фрончек, Јежи Барановски, Станислав Глива, Стефан Жеховски, Станислав Карвовски, Јежи Ковалски и други чланови „Племена рогатог срца“, Софија Стријенска, Константин Васиљев, Албин Полашек, Виктор Крижанивски, Всеволод Иванов, Олга Нагорнаја, Николај Фомин, Борис Ољшански, Виктор Корољков, Андреј Клименко, Драган Боснић, Сандра Јовановић, Растко Ћирић, Андрејка Чуфер, Љубивоје Јовановић, Момир Јанковић, Марко Мамић, Јован Петронијевић, Алекс Фанталов, Славко Батиста, Павел Медведшчек, Ирена Уранкар, Крис Вервимп, Радосав Ћирковић, Ивана Режек, Снежана Шестовић, Вук Љубисављевић, Томаш Лах и многи други.

#### Филм
Тематиком словенске културе и родноверја се баве филмови као што су: „Садко“, „Виј“(рус. Вий), „Руслан и Људмила“ (1915), „Руслан и Људмила“ (1972) (рус. Руслан и Людмила), „Виј — Повратак“(рус. Вий. Возвращение), „Древна Русија“ (рус. Русь Изначальная), „Финист — светли соко“ (рус. Финист — Ясный Сокол), „Гнездо“ (пољ. Gniazdo), „Стара бајка — Кад је Сунце било бог“ (пољ. Stara basn. Kiedy slonce bylo bogiem), „Мокош“ (словен. Mokuš), „Захар Беркут“, „Тамо на непознатим стазама“ (рус. Там на неведомых дорожках), „Вукодав из рода Сивих паса“ (рус. Волкодав из рода Серых Псов), „Млади Вукодав“ (рус. Молодой Волкодав), „Свето место“, „Лептирица“, „Мамац“ (енгл. The Bait), „Дружење у Зафлашки“ (словен. Združitev v Zaflaški), „Русичи“. Компанија „Дизни“ је направила филм „Књига господара“ (рус. Книга Мастеров).
Мотиви словенске културе и родноверја се послужили као инспирација за бројне анимиране филмове као што су: „Детињство Ратибора“ (рус. Детство Ратибора) (1973), „Бајка о богињи Мокош“ (укр. Казка про богиню Мокошу) (1995) пенталогија „Три богатира“ (рус. Три богатыря) (2004—2012), „Царевић Иван и сиви вук“ (2011). У Дизнијевом класику „Фантазија“ из 1940. године појављује се Црнобог као апотеоза зла.

#### Музика
Мотиви словенског родноверја инспиришу бројне музичке групе и ауторе различитих жанрова. Неки од њих су класични аутори, као на пример Петар Чајковски (балет „Лабудово језеро“), Антоњин Дворжак (збирка балада „Букет“, опере „Русалка“ и „Ђаво и Каћа“), Беджих Сметана (скуп симфонијских поема „Моја домовина“ (чеш. Má vlast), опера „Либуш“ (чеш. Libuše)), Николај Римски-Корсаков (опере „Сњегурочка“ (рус. Снегурочка–Весенняя сказка), „Кошчеј Бесмтрни“ (рус. Кащей Бессмертный), „Златни петао“ (рус. Золотой петушок) и симфонија „Садко“), Михаил Иванович Глинка (опера „Руслан и Људмила“) и Игор Стравински (балети „Жар-птица“ и „Посвећење пролећа“), Јаков Готовац (народни обред „Коледа“ и романтична народна опера „Морана“), а неки су модерни из жанрова етно музике, хеви метала, електронске музике и др.:
- Русија: „Аркона“, „Ведан Колод“ (рус. Веда́нЪ Коло́дЪ), „Ветар води“ (рус. Ветер Воды), „Вукодлак“ (рус. Волколак), „Громовник“, Велеслава, „Алконост“, „Иње“ (рус. Изморозь), „Калевала“, „Иван Купала“, „Темнозор“ (рус. Темнозорь), енгл. „Pagan Reign“, „Утврда“ (рус. Твердь), Николај Јемељин, „Млин“ (рус. Мельница), Млада Васнецова,[278] Борис Базуров, „Духови предака“ (рус. Духи Предков), „Изван“ (рус. Опричь), Руслан Морозовски, „Родовест“, Бојан Живосил, „Сколот“, „Бунар“ (рус. Крыница), „Алатир“ (рус. Алатырь),[бе] Аљевтина Леонтјева, „Горина Славица“ (рус. Горына Славица)[279]
- Белорусија: „Апраксија“ (енгл. Apraxia), „Мочвара“ (блр. Дрыгва), „Заповест“ (блр. Заповет)
- Украјина: „Друкдх“,[бж] „Храст Буква“ (укр. Дуб Бук), „К Роду“ (укр. Крода), „Хамалија“ (укр. Гамалiя), „Божићи“ (укр. Божичі)
- Пољска: „Славланд“, „Јар“ (пољ. Jar), „Војнар“ (пољ. Wojnar), „Част“ (енгл. Honor), „Перун“ (пољ. Piorun), „Радгост“ (пољ. Radogost), „Светогор“ (пољ. Światogor), „Архандрја“ (пољ. Archandrja), „Персивал“ (пољ. Percival), „Елементал“ (пољ. Żywiołak), „Лудола“ (пољ. Ludola), „Стварање“ (пољ. Stworz), „Варварска Померанија“ (енгл. Barbarous Pomerania), „Мстек“
- Чешка: „Тихи ток безбожне елегије“ (енгл. Silent Stream Of Godless Elegy), Томаш Дворжак (чеш. Tomáš Dvořák),[тражи се извор] Томаш Кочко и оркестар (чеш. Tomáš Kočko), „Весна“
- Словачка: „Жиарислав и Бића“ (словен. Žiarislav a Bytosti)
- Хрватска: „Славогорје“, „Сварица“,[230] „Култ Перунов“, „Дрво живота“, „Волох“, „Криес“, „Стрибог“, „Огањ“
- Србија: „Сварун“, „Огњена кочија“, „Наврог“, енгл. „Wolf's Hunger“, Светлана Стевић-Вукосављевић,[тражи се извор] енгл.
- Словенија: „Темнозора“, „Гита“, „Темнава“, „Брезно“
- Бугарска: „Сварог“
- Босна и Херцеговина: „Одар“, „1389“, „КРВ“
- Канада: „Хаидук“

#### Књижевност
Осим богате народне књижевности мотиви родноверја су послужили као инспирација за бројна дела ауторске књижевности, од класичних дела А. С. Пушкина (поема „Руслан и Људмила“, збирка песама „Песме западних Словена“, незавршена драма „Русалка“, више бајки), Алексеја Толстоја (поема ), Николаја Гогоља, Милована Глишића, Растка Петровића (роман „Бурлеска господина Перуна бога грома“), Десанке Максимовић, Иване Брлић-Мажуранић (збирка приповедака „Приче из давнине“), Владимира Назора, Бора Павловића (циклус песама „Славенска липа“), Владимира Видрића, Фрање Ледића („Hvalospjev Perunu“), Јулиуса Словацког,
 Адама Мицкјевича, Ричарда Бервинског, Владимира Хлебњикова (представа „Снежимочка“, чланак „Курган Светогора“), Сергеја Городецког (збирке „Јар“ и „Перун“), Франца Финжгара (историјски роман „Под слободним Сунцем — повест давних предака“), Васка Попе, Силвија Страхимира Крањчевића, Адама Мицкјевича до модерних дела Јурија Никитина (циклус од 22 књиге „Тројица из шуме“), Марије Семјонове (тетралогија „Вукодав“), Дмитрија Гаврилова (романи „Пад Арконе“ и „Дар Седовласа“), Вањка Поњавића (роман „Деца богиње мајке Славе“), Александра Тешића (трилогија „Косингас“), Иване Цанић (роман „Радост богова“), Бранислава Јанковића (роман „О вуковима и сенкама“), Дороти Тераковске (роман „Усамљеност богова“), Лидије Бајук (збирке прича „Кнеја“ и „Кнеја — вилинска шума“), Игора Гуревича (књига за децу „Борек и богови Словена“).
Присутност мотива словенске религије у ауторским књижевним делима још увек није довољно истражена.

#### Стрип
Мотиви словенске религије су нашли пут и до уметника који се изражавају кроз стрип, па су тако настала домаћа остварења као што су: 
- „Бајка о цару Салтану“ и „Скаска о златном петлићу“, Константина Кузњецова,[294]
- „Ратници из Арконе“, „Ломача у Згорелецу“ и „Поход кнеза Игора“,[бј] Вањке Поњавића и Милана Милетића,
- „Судба древних“, Душана Божића,
- „Омаја“ и „Под глогом“, Ане Милојковић Оми,
- „Путешествије“, Ане Милојковић Оми и Димитрија Стевановића.

#### Рачунарске игре
По мотивима словенске религије настају рачунарске игре као што су „Кнез — Легенде шумске земље“ (рус. Князь: Легенды Лесной страны; енгл. Konung: Legends of the North) из 1999. године (наставак „Кнез 2“ је изашао 29. јануара 2003. године), „Сварог — многобожачки ратови“ (рус. Сварог — Языческие войны) изашла 15. априла 2004. године, као и читава серија рачунарских игара о авантурама руских народних јунака: „Аљоша Попович и змај Тугарин“ (рус. Алеша Попович и Тугарин Змей), „Три богатира и шамаханска царица“ (рус. Три Богатыря и Шамаханская царица), „Царевић Иван и сиви вук“ (2011) и друге.